# Sven Olov Stalfelt
Sven Olov Stalfelt, folkbokförd Sven Olof Stalfelt, född 15 maj 1928 i Karlskoga församling i Örebro län, död 8 oktober 2003 i Mikaels församling i Örebro, var en svensk lärare, författare och översättare. Han författade läromedel och romaner, men gjorde också översättningar. Han var filosofie licentiat och var verksam som lektor vid Nikolai högre allmänna läroverk i Örebro på 1960-talet.
Stalfelt var 1957–2002 gift med läkaren Ann-Marie Stalfelt (1928–2007). Bland barnen märks författaren Pernilla Stalfelt.